# Étienne Lauréault de Foncemagne
Étienne Lauréault de Foncemagne, né le 8 mai 1694 à Orléans et mort le 26 septembre 1779 à Paris, est un homme d'Église et érudit français.

## Sa vie et son œuvre
Oratorien et professeur, il est élu membre de l'Académie des inscriptions et belles-lettres en 1722 et de l'Académie française en 1736. « C'est un choix qui ne nous enrichira pas beaucoup, mais du moins il ne fera pas gronder le public, » commente l'abbé d'Olivet, qui dit de lui : « Homme peu chargé de littérature, mais il passe pour savoir assez bien l'histoire de France. »
Foncemagne est gouverneur du duc d'Épernon, puis sous-gouverneur du duc de Chartres de 1752 à 1758. Ami de l'historien anglais Edward Gibbon, il tient un salon littéraire que fréquente Malesherbes et collabore au Journal des savans. Il entretient avec Voltaire une longue polémique sur l'authenticité du Testament politique de Richelieu, bataille perdue par Voltaire mais au terme de laquelle il conclut qu'ils auront tous deux « donné au monde littéraire un de ces exemples de politesse dans la dispute. »
Outre quatre essais sur les royaumes francs et sur la loi salique, parus en 1726 dans les Mémoires de littérature de l'Académie des belles-lettres, Foncemagne est l'auteur d'une Dissertation préliminaire sur la Cuisine moderne, publiée en 1749 en préface à La Science du maître d’hôtel cuisinier du célèbre cuisinier Menon. Introducteur de l'esprit des Lumières dans la science culinaire, Foncemagne écrit :
« La Cuisine subtilise les parties grossieres des aliments, dépouille les mixtes qu’elle employe, des sucs terrestres qu’ils contiennent : elle les perfectionne, les épure, & les spiritualise en quelque sorte. Les mets qu’elle prépare, doivent donc porter dans le sang une plus grande abondance d’esprits plus purs & plus déliés. De-là plus d’agilité & de vigueur dans les corps, plus de vivacité & de feu dans l’imagination, plus d’étendue & de force dans le génie, plus de délicatesse & de finesse dans nos goûts. Sera-ce donc trop s’avancer, que de placer les apprêts de la Cuisine moderne parmi les causes physiques qui du sein de la Barbarie, ont rappelé parmi nous le regne de la politesse, des talens de l’esprit, des Arts & des Sciences. »

## Travaux
- Éclaircissements sur le voyage de Charles VIII en Italie, Mémoires de l'Académie des Inscriptions, XVII, p. 539-578.
- Observations sur deux ouvrages historiques sur Charles VIII
- Discours de réception à l'Académie français, le 10 janvier 1737, lire en ligne.
- Mémoires, édités par François Fossier, Paris, L'Harmattan, 2019.
- Lettre sur le Testament politique du cardinal de Richelieu, première édition, 1750.
- Lettre sur le Testament politique du cardinal de Richelieu, seconde édition, Paris, Le Breton, 1764. Lire en ligne.
- Voir les anciens Mémoires de l'Académie des Inscriptions, t. VIII, p. 490 et suivantes.